# Discografia de Hyuna
A discografia da cantora sul-coreana Hyuna consiste em sete extended plays e treze singles. Hyuna também possui participação em canções e vídeos musicais de diversos artistas coreanos. Desde sua estreia em 2010 com o lançamento do single "Change", Hyuna vendeu doze milhões de single e álbuns (físicos e digitais combinados)

## Álbuns

### Single Álbum
| Álbum     | Detalhes do álbum                                                                              | Melhores posições nas paradas | Vendas       |
| Álbum     | Detalhes do álbum                                                                              | COR                           | Vendas       |
| --------- | ---------------------------------------------------------------------------------------------- | ----------------------------- | ------------ |
| Lip & Hip | - Lançamento: December 4, 2017 - Gravadora: Cube Entertainment - Formato: CD, digital download | 14                            | - KOR: 3,000 |

### Extended Plays(EPs)
| Bubble Pop!                                                                                | - Lançamento: 5 de julho de 2011 - Gravadora: Cube Entertainment e Universal Music Group - Formato: CD e Download digital    | 7  | —   | 16 | — | - COR: 28.698+               |
| Melting                                                                                    | - Lançamento: 21 de outubro de 2012 - Gravadora: Cube Entertainment e Universal Music Group - Formato: CD e download digital | 5  | 158 | 19 | — | - COR: 18,297+ - JAP: 5,337+ |
| A Talk                                                                                     | - Lançamento: 28 de Julho de 2014 - Gravadora: Cube Entertainment e Universal Music Group - Formato: CD e download digital   | 3  | 175 | 9  | — | - COR: 18,637+ - JAP: 1,690+ |
| A+                                                                                         | - Lançamento: 21 de Agosto de 2015 - Gravadora: Cube Entertainment e Universal Music Group - Formato: CD e download digital  | 5  | 12  | 2  | 2 | - COR: 18,469+               |
| A'wesome                                                                                   | - Lançamento: 1 de Agosto de 2016 - Gravadora: Cube Entertainment e Universal Music Group - Formato: CD e download digital   | 2  | 20  | 9  | 4 | - COR: 17,224+               |
| Following                                                                                  | - Lançamento: 29 de Agosto de 2017 - Gravadora: Cube Entertainment, Loen Entertainment - Formato: CD e download digital      | 9  | —   | 14 | 5 | - COR: 13,987+               |
| I'm Not Cool                                                                               | - Lançamento: 28 de Janeiro de 2021 - Gravadora: P Nation - Formato: CD, download digital                                    | 17 | —   | —  | — | - COR: 28,676 - CH: 253,137  |
| "—" indica lançamentos que não figuraram nas paradas ou que não foram lançados nesse país. | |    |     |    |   |                              |

## Singles

### Como artista principal
| Título | Ano  | Melhores posições | Melhores posições    | Melhores posições    | Melhores posições    | Certificados                                      | Vendas                         | Álbum              |
| Título | Ano  | COR               | COR                  | EUA                  | EUA                  | Certificados                                      | Vendas                         | Álbum              |
| Título | Ano  | Gaon              | Kpop Hot 100         | WDSS                 | Global               | Certificados                                      | Vendas                         | Álbum              |
| --- | ---- | ----------------- | -------------------- | -------------------- | -------------------- | ------------------------------------------------- | ------------------------------ | ------------------ |
| "Change" (feat. Yong Jun-hyung)                                                                                               | 2010 | 2                 | A parada não existia | A parada não existia | A parada não existia |                                                   | - COR: 2.570.654               | Single sem álbum   |
| "A Bitter Day" (feat. G.NA e Yong Jun-hyung)                                                                                  | 2011 | 10                | A parada não existia | A parada não existia | A parada não existia |                                                   | - COR: 1.124.754               | Bubble Pop!        |
| "Bubble Pop!" | 2011 | 4                 | 9                    | 10                   | A parada não existia |                                                   | - COR: 3.782.310 - EUA: 42,000 | Bubble Pop!        |
| "Ice Cream" (feat. Maboos) | 2012 | 1                 | 10                   | 5                    | A parada não existia |                                                   | - COR: 1.585.770               | Melting            |
| "My Color" | 2013 | 25                | —                    | —                    | A parada não existia |                                                   | - COR: 269.354                 | Single sem álbum   |
| "Red" | 2014 | 3                 | —                    | 5                    | A parada não existia |                                                   | - COR: 1.285.761               | A Talk             |
| "Because I'm The Best (Roll Deep)" (feat. Ilhoon)                                                                             | 2015 | 13                | —                    | 3                    | A parada não existia |                                                   | - COR: 756.472                 | A+                 |
| "How's This?" (어때?) | 2016 | 5                 | —                    | 8                    | A parada não existia |                                                   | - COR: 301,625                 | A'wesome           |
| "Babe" (베베) | 2017 | 13                | 13                   | 10                   | A parada não existia |                                                   | - COR: 850,770                 | Following          |
| "Lip & Hip" | 2017 | 16                | 36                   | 5                    | A parada não existia |                                                   | - COR: 336,855                 | Lip & Hip (single) |
| "Flower Shower" | 2019 | 54                | 31                   | 6                    | A parada não existia | - CHINA (KuGou): Ouro - CHINA (QQ Music): Platina | - EUA: 1,000 - CH: 441184      | I'm Not Cool       |
| "I'm Not Cool" | 2021 | 9                 | 11                   | 8                    | 165                  |                                                   |                                | I'm Not Cool       |
| "—" indica lançamentos que não figuraram nas paradas, que não foram lançados nesse país ou que a parada não existia na época. |      |                   |                      |                      |                      |                                                   |                                |                    |

### Como artista em destaque
| Ano                                                                                        | Título                                                                                       | Melhores posições nas paradas | Álbum                             |
| Ano                                                                                        | Título                                                                                       | KOR                           | Álbum                             |
| ------------------------------------------------------------------------------------------ | -------------------------------------------------------------------------------------------- | ----------------------------- | --------------------------------- |
| 2009                                                                                       | "Wasteful Tears" (Navi feat. Hyuna)                                                          | —                             | Hello                             |
| 2009                                                                                       | "Tomorrow" (4Tomorrow incluindo Hyuna, Seungyeon, Uee, Gain)                                 | —                             | single sem álbum                  |
| 2009                                                                                       | "Oh Yeah" (MBLAQ feat. Hyuna)                                                                | —                             | single sem álbum                  |
| 2010                                                                                       | "Love Parade" (Park Yunhwa feat. Hyuna)                                                      | —                             | single sem álbum                  |
| 2010                                                                                       | "Outlaw in the Wild" (com Nassun)                                                            | 10                            | single sem álbum                  |
| 2010                                                                                       | Together Forever Vol.1 Título da canção: "Say You Love Me" (G.NA feat. Hyuna)                | 14                            | single sem álbum                  |
| 2010                                                                                       | "Faddy Robot Foundation" (com Yong Jun-hyung, Outsider, Verbal Jint, Ssangchu, Vasco e Zico) | —                             | single sem álbum                  |
| 2011                                                                                       | "Golden Lady" (Lim Jeong Hee feat. Hyuna)                                                    | 4                             | Golden Lady                       |
| 2011                                                                                       | "Let It Go" (Heo Young-saeng feat. Hyuna)                                                    | 19                            | Let It Go                         |
| 2012                                                                                       | "Oppa Is Just My Style" (com PSY)                                                            | —                             | single sem álbum                  |
| 2012                                                                                       | "She Is My Girl" (S4 feat. Hyuna)                                                            | —                             | Sexy, Sweet, Smart ＆ Sentimental |
| 2012                                                                                       | "This Person" (Dazzling Red incluindo Hyuna, Hyolin, Hyosung, Nana, Nicole)                  | 2                             | single sem álbum                  |
| 2012                                                                                       | "Don't Hurt" (Eru feat. Hyuna)                                                               | 33                            | single sem álbum                  |
| 2014                                                                                       | "Where You Going Oppa?" (com Rain )                                                          | —                             | Rain Effect                       |
| "—" indica lançamentos que não figuraram nas paradas ou que não foram lançados nesse país. |                                                                                              |                               |                                   |

## Outras canções que entraram nas paradas
| Ano  | Título                                                                                     | Melhores posições nas paradas | Melhores posições nas paradas | Vendas        | Álbum         |
| Ano  | Título                                                                                     | KOR                           | KOR                           | Vendas        | Álbum         |
| Ano  | Título                                                                                     | Gaon                          | Kpop Hot 100                  | Vendas        | Álbum         |
| ---- | ------------------------------------------------------------------------------------------ | ----------------------------- | ----------------------------- | ------------- | ------------- |
| 2011 | "The Words I Don't Want to Hear" (com Hyunseung)                                           | —                             | 52                            | —             | Trouble Maker |
| 2011 | "Just Follow" (feat. Dok2)                                                                 | 21                            | —                             | - COR: 51.373 | Bubble Pop    |
| 2021 | "Good Girl"                                                                                | —                             | —                             |               | I'm Not Cool  |
| 2021 | "Party. Feel. Love" (com Dawn)                                                             | —                             | —                             |               | I'm Not Cool  |
| 2021 | "Show Window"                                                                              | —                             | —                             |               | I'm Not Cool  |
| 2021 | "—" indica lançamentos que não figuraram nas paradas ou que não foram lançados nesse país. |                               |                               |               | I'm Not Cool  |

## Participações como convidada
| Ano  | Canção        | Outro(s) artista(s)                        | Álbum              |
| ---- | ------------- | ------------------------------------------ | ------------------ |
| 2009 | "Bittersweet" | Brave Brothers, M, Maboos, Red Roc, Basick | Attitude           |
| 2012 | "Maker"       | Noh Ji Hoon                                | The Next Big Thing |

## Vídeos musicais
| Ano  | Vídeo musical                      | Duração |
| ---- | ---------------------------------- | ------- |
| 2010 | "Change"                           | 3:48    |
| 2011 | "Bubble Pop!"                      | 3:35    |
| 2012 | "Oppa Is Just My Style"            | 3:46    |
| 2012 | "Ice Cream"                        | 4:01    |
| 2013 | "My Color"                         | 2:04    |
| 2014 | "Red"                              | 3:33    |
| 2015 | "Because I'm The Best (Roll Deep)" | 3:29    |
| 2015 | "Run & Run"                        | 1:31    |
| 2016 | "How's this?"                      | 3:41    |
| 2016 | "Morning Glory" (feat. Isle Qim)   | 3:31    |
| 2017 | "BABE"                             | 3:23    |
| 2017 | "Lip & Hip"                        | 3:41    |
| 2019 | "Flower Shower"                    | 3:18    |
| 2021 | "I'm Not Cool"                     | 2:57    |
| 2021 | "Good Girl"                        | 3:03    |

### Aparições em vídeos musicais
| Ano  | Vídeo musical   | Artista      | Papel               |
| ---- | --------------- | ------------ | ------------------- |
| 2009 | "Dancing Shoes" | Lee Gi-kwang | ela mesma           |
| 2009 | "Love Class"    | Mighty Mouth | ela mesma           |
| 2009 | "Tomorrow"      | 4Tomorrow    | como parte do grupo |
| 2012 | "Gangnam Style" | PSY          | garota do trem      |
| 2015 | "You Know"      | Jay Park     | ela mesma           |